# Коцюри
Коцюри́ — село в Україні, у Вишнівській сільській громаді Ковельського району Волинської області. Населення становить 287 осіб.

## Походження назви
За легендою, назва села походить від прізвища першого поселенця кріпака Коцури, якого було виселено за провину перед паном Браницьким. У пам'яті та переказах місцевого населення не збереглося ніяких даних про те, що назва села була іншою.

## Географія
Коцюри розташовані в центральній частині Любомльського району, на віддалі 5 км від міста Любомль і за 130 км від Луцька. Село розташоване на відстані близько 12 км від кордону з Польщею і приблизно за 44 км від кордону з Білоруссю.
Через північну околицю населеного пункту проходить міжнародна автомагістраль E373 (збігається із М07) Варшава-Люблін-Ковель-Сарни-Коростень-Київ, на відстані 5 км на схід — автошлях Володимир-Берестя.
На південь від Коцюрів протікає річка Гапа, притока Західного Бугу.

## Історія
Перша згадка — 1796 рік. Село з давніх-давен мало дві вулиці, одна з яких тягнеться зі сходу на захід, а друга — з півдня на північ.

У книзі Олександра Цинкаловського «Стара Волинь і Волинське Полісся» зустрічаємо такі рядки: 
| | \| КОЦОРИ або КОЦУР, с, Володимирський пов., Бережецька вол., 57 км від Володимира. В кінці 19 ст. було там 73 доми і 526 жит.[3] \| |
| КОЦОРИ або КОЦУР, с, Володимирський пов., Бережецька вол., 57 км від Володимира. В кінці 19 ст. було там 73 доми і 526 жит. | |

У 1906 році Коцюри (тоді Коцури) складалися з 90 дворів, мешкали тут 614 осіб. Поштовою адресою було місто Любомль.
Участі в революції 1905—1907 років населення не брало. Про революційні події мало що знали.
У 1930 році, за даними «Книги адресової Польщі», у селі числилося 459 жителів.
До 1939 року в селі було 512 га землі, з яких близько 40 га належали заможним селянам, 360 га — середнякам, 112 га — біднякам.
В роки Першої світової війни населення села, за винятком кількох сімей, було евакуйоване на схід, тому участі в революційних подіях 1917 року воно не брало. Але революційні події вплинули на настрої населення і деякі жителі брали участь у революційній діяльності під час панування панської Польщі.
Перша радянська влада була встановлена влітку 1920 року і проіснувала 2 місяці. Після підписання Брестського договору село залишилось під владою Польщі. Остаточно радянська влада була встановлена після возз'єднання Західної України з УРСР. Відразу було створено перші органи радянської влади. Першим головою сільської ради був Антонюк Юхим Васильович. А секретарем комсомольської організації — Антонюк Лідія Захарівна.
Перший колгосп у селі було створено у 1947 році. У 1954 році колгосп села Коцюри було приєднано до колгоспу села Вишнів.

## Населення
Згідно з переписом УРСР 1989 року чисельність наявного населення села становила 339 осіб, з яких 158 чоловіків та 181 жінка.
За переписом населення України 2001 року в селі мешкало 314 осіб.

### Мова
Розподіл населення за рідною мовою за даними перепису 2001 року:
| Мова       | Відсоток |
| ---------- | -------- |
| українська | 98,41 %  |
| російська  | 1,27 %   |
| білоруська | 0,32 %   |

## Соціальна сфера
У селі діють:
- будинок культури;
- магазин.
- ФАП (Фельшерсько-акушерський пункт)

Населений пункт не газифіковано, дорога з твердим покриттям, у доброму стані.
Село освітлене, у 2015 р проклали нову дорогу.

## Релігія
У селі діє православна (УПЦ МП) церква святої рівноапостольної Марії Магдалини, споруджена коштами місцевих жителів та меценатів. Храм освячено 8 жовтня 2011 року.